# Шавансон
Шавансон (фр. Chavençon) насеље је и општина у североисточној Француској у региону Пикардија, у департману Оаза која припада префектури Бове.
По подацима из 2011. године у општини је живело 163 становника, а густина насељености је износила 28,3 становника/km². Општина се простире на површини од 5,76 km². Налази се на средњој надморској висини од 185 метара (максималној 213 m, а минималној 90 m).

## Демографија
| 1962. | 1968. | 1975. | 1982. | 1990. | 1999. | 2011. |
| ----- | ----- | ----- | ----- | ----- | ----- | ----- |
| 37    | 50    | 53    | 90    | 109   | 114   | 163   |

График промене броја становника у току последњих година